# Breesaap
Breesaap era un piccolo villaggio situato tra le dune della municipalità di Velsen nell'Holland op zijn smalts.

## Storia
Il nome risale all'unione di due parole olandesi: brede ("ampio", "esteso") e saap ( "paludoso", "terreno bagnato")
Breesaap fu fino al 1830 un comune autonomo. Prima della fondazione della Repubblica Batava, nel 1795, Breesaap era un "Heerlijkheid", ovvero un feudo appartenente ad un nobile di livello inferiore al barone.
Con la costruzione del Canale del Mare del Nord e l'arrivo della Hoogovens, oggi parte della Tata Steel Europe ovvero una multinazionale per la produzione dell'acciaio, Breesaap scomparì.